# Mindy Cohn
Mindy Cohn est une actrice et chanteuse américaine née le 20 mai 1966 à Los Angeles. Elle est connue pour son rôle de Nathalie Green dans la série américaine Drôle de vie et pour avoir été la voix de Vera Dinkley (Velma Dinkley en VO) dans la franchise Scooby-Doo de 2002 à 2015, avant d'être remplacée par Kate Micucci en 2015.

## Biographie

### Jeunesse
Mindy Cohn est née en 1966 à Los Angeles en Californie. Elle a été élevée dans la religion juive. Elle a été repérée par l'actrice Charlotte Rae et les producteurs de la série Drôle de vie, en visite de l'école Westlake de Holmby Hills en Californie, alors qu'ils cherchaient des interprètes pour la série. Cohn a été choisie pour interpréter Nathalie Green et a interprété ce personnage dans la série qui a duré 9 ans (1979-1988) ainsi que dans le téléfilm spécial The Facts of Life Reunion, en 2001. Son travail sur cette série et son interprétation lui ont valu d'être classée 43e dans la liste des 100 plus grands enfants-stars de VH1.

### Éducation
Mindy Cohn a un diplôme en anthropologie culturelle de l'Université Loyola Marymount et est un membre fondateur du centre de soutien du cancer weSpark.

### Carrière
Mindy Cohn a été choisie pour participer à la série Drôle de vie grâce au soutien de Charlotte Rae, qui a incité les producteurs à créer un personnage spécialement pour elle. Après la série, elle reste amie avec Charlotte Rae, ainsi que sa co-star Kim Fields, avec qui elle assiste aux funérailles de leur actrice-mentor après son décès en 2018.
Mindy Cohn a poursuivi sa carrière d'actrice après Drôle de vie. En 1986, elle apparait dans le film La Tête dans les nuages dans le rôle de la voisine d'à côté, Geneva. Elle a fait également des apparitions dans des émissions de télévision populaires tel que Charles s'en charge (jouant la sœur de Buddy Bunny, un jeune homme alcoolique dans l'épisode Des coups bas dans les pizzas diffusé en 1988) et deux apparition dans la saison 2 de la série policière dramatique 21 Jump Street en jouant Rosa dans les épisodes Noël à Saïgon en 1987 et La Saint-Valentin 1988. En 2004, Mindy Cohn joue la cuisinière Maggie dans la série comique américaine The Help diffusé sur The WB Television Network. En 2010, elle joue le rôle de Violet dans la comédie romantique Violet Tendencies réalisée par Casper Andreas. Elle apparait également dans la série Hot in Cleveland en 2011, dans La Vie secrète d'une ado ordinaire en 2012 ou encore dans The Middle en 2014.
Mindy Cohn a déclaré que l'une des raisons de sa participation à The Facts of Life Reunion en 2001 était que les actrices de la longue série des années 1980 se sont vu refuser à tort une partie des bénéfices de la syndication et du DVD de la série. « Nous n'avons jamais été payées et nous ne sommes toujours pas payées pour les DVD et les rediffusions... nous sentions que quelque chose nous était dû »
L'autre rôle connu de Mindy Cohn est celui de Véra Dinkley dans la franchise Scooby-Doo de 2002 à 2015, en commençant dans la série Quoi d'neuf Scooby-Doo ? lui vaut une nomination aux Daytime Emmy Awards. Elle continuera à interpréter Véra dans la série Scooby-Doo : Mystères associés ainsi que dans les films directement sortis en vidéo de 2002 à 2015. Elle doublera une dernière fois Véra en 2015 dans le jeu vidéo Lego Dimensions avant de se faire remplacer par Kate Micucci pour les séries et films. Elle sera souvent considérée par les fans de Scooby-Doo comme étant l'une des meilleures voix de Véra avec Nicole Jaffe (première voix) ou encore B.J. Ward[réf. souhaitée]. 

## Vie personnelle
Mindy Cohn est célibataire et n'a pas d'enfants,. Elle soutient grandement la communauté LGBT. Elle s'est déclarée fière d'être une fag hag ou fille à pédés en français,. 

## Filmographie

### Cinéma et télévision
- Nathalie Green dans :
  - 1979-1988 : Drôle de vie (The Fact of Life)
  - 1980-1981 : Arnold et Willy (Diff'rent Strokes)
  - 1982 : The Facts of Life Goes to Paris
  - 1987 : The Facts of Life Down Under
  - 2001 : The Facts of Life Reunion

- 1993-1994 : The Second Half : Maureen Tucker
- 2003 : Swing : Martha
- 2004 : The Help : Maggie la cuisinière
- 2007 : Sex and Death 101 : Trixie
- 2010 : Violet Tendencies : Violet
- 2013 : Holiday Road Trip : Artie
- 2014 : The Middle : Kimberly (saison 5, épisode 24)
- 2015 : You're Killing Me : Karen
- 2016 : Les pires cuisiniers d'Amérique (Worst Cooks in America) : elle-même
- 2016 : A Cinderella Christmas : Zelda
- 2019 : 'You Light Up My Christmas : Rose
- 2020 : Célibataire cherche l'amour :  Pricilla Blum

### Doublage

#### Films et séries
- Véra Dinkley (V.F. : Chantal Macé de 1998 à 2004 puis Caroline Pascal depuis 2004) dans :
  - 2002-2005 : Quoi d'neuf Scooby-Doo ?
  - 2004 : Scooby-Doo et le Monstre du loch Ness
  - 2005 : Aloha, Scooby-Doo !
  - 2005 : Scooby-Doo au pays des pharaons
  - 2006 : Scooby-Doo et le Triangle des Bermudes
  - 2006 : Sammy et Scooby en folie
  - 2007 : Scooby-Doo : Du sang froid
  - 2008 : Scooby-Doo et la Créature des ténèbres
  - 2009 : Scooby-Doo et le Sabre du samouraï
  - 2010 : Scooby-Doo : Abracadabra
  - 2010 : Scooby-Doo : La Colonie de la peur
  - 2010-2013 : Scooby-Doo : Mystères associés
  - 2011 : Batman : L'Alliance des héros dans l'épisode Bat-Mite présente : les Plus Étranges Enquêtes de Batman !
  - 2011 : Scooby-Doo : La Légende du Phantosaur
  - 2012 : Scooby-Doo : Le Chant du vampire
  - 2012 : Scooby-Doo : Les Jeux monstrolympiques
  - 2012 : Scooby-Doo : Tous en piste
  - 2012 : Scooby-Doo et les Vacances de la peur
  - 2013 : Scooby-Doo : Blue Falcon, le retour
  - 2013 : Scooby-Doo et le Fantôme de l'Opéra
  - 2013 : Scooby-Doo et l’Épouvantable Épouvantail
  - 2013 : Scooby-Doo au secours de la NASA
  - 2014 : Scooby-Doo et la Folie du catch
  - 2014 : Scooby-Doo : Frayeur à la Coupe du monde de football
  - 2014 : Scooby-Doo : Aventures en Transylvanie
  - 2015 : Scooby-Doo et le Monstre de l'espace
  - 2015 : Scooby-Doo et le Monstre de la plage
  - 2015 : Scooby-Doo : Rencontre avec Kiss

- 1999-2001 : The Kids from Room 402 : Nancy Francis
- 2003 : Le Laboratoire de Dexter : la libraire
- 2003 : Kim Possible : Madame Whisp
- 2006 : Les Griffin : Nathalie Green
- 2011 : Batman : L'Alliance des héros : Tickey Booth Girl

#### Jeux vidéo
Véra Dinkley dans :
- 2004 : Scooby-Doo! Le Livre des ténèbres
- 2005 : Scooby-Doo! Démasqué
- 2006 : Scooby-Doo! Who's Watching Who?
- 2009 : Scooby-Doo! Opération Chocottes
- 2010 : Scooby-Doo! and the Spooky Swamp
- 2015 : Lego Dimensions (sauf dans les épisodes bonus à la télévision où Véra est interprétée par Kate Micucci)